# Premios Juventud
Los Premios Juventud son una premiación anual realizada por el canal de televisión de Univisión y Las Estrellas, ambas propiedad de TelevisaUnivision, en la que se premia al entretenimiento hispano (actores, músicos, influenciadores entre otros) tras una votación (a través de un sistema de votaciones de esa misma cadena). Una de las tres ceremonias junto a otras premiaciones como los Premios Lo Nuestro y Grammy Latinos. También es transmitida en vivo en México por el canal de Las Estrellas y América Latina por Vix.

## Ediciones
1. 2004
2. 2005
3. 2006
4. 2007
5. 2008
6. 2009
7. 2010
8. 2011
9. 2012
10. 2013
11. 2014
12. 2015
13. 2016
14. 2017
15. 2018
16. 2019
17. 2020
18. 2021
19. 2022
20. 2023
21. 2024

## Categorías
Tiene 5:
- «Música».
- «Cultura pop».
- «Deportes».
- «Cine».
- «Imagen y moda».

En el año 2012, se reemplazó la categoría «Imagen y moda» por la categoría «Novelas».
Además, de las 5 se otorgan especiales:
- «Premio Supernova».
- «Premio Ídolo de generaciones».
- «Premio Mejores vestidos».

Anteriormente, se entregaban también otros especiales:
- «Premio más buscado» (Internet).
- «Premio Diva».

En el año 2013, se incorporó, en la categoría Música y Cultura Pop, las subcategorías:
- «Favorite HitMaker».
- «Favorite Hit».
- «Premio Revelación juvenil».
- Mi DJ Favorito.

## Artistas más premiados
| Artista          | Número de Premios |
| ---------------- | ----------------- |
| Shakira          | 31                |
| RBD              | 24                |
| Prince Royce     | 18                |
| Karol G          | 17                |
| Luis Fonsi       | 17                |
| Enrique Iglesias | 15                |
| Daddy Yankee     | 12                |
| Rosalía          | 12                |
| Kenia Os         | 10                |